# St. Jobst (Rehau)

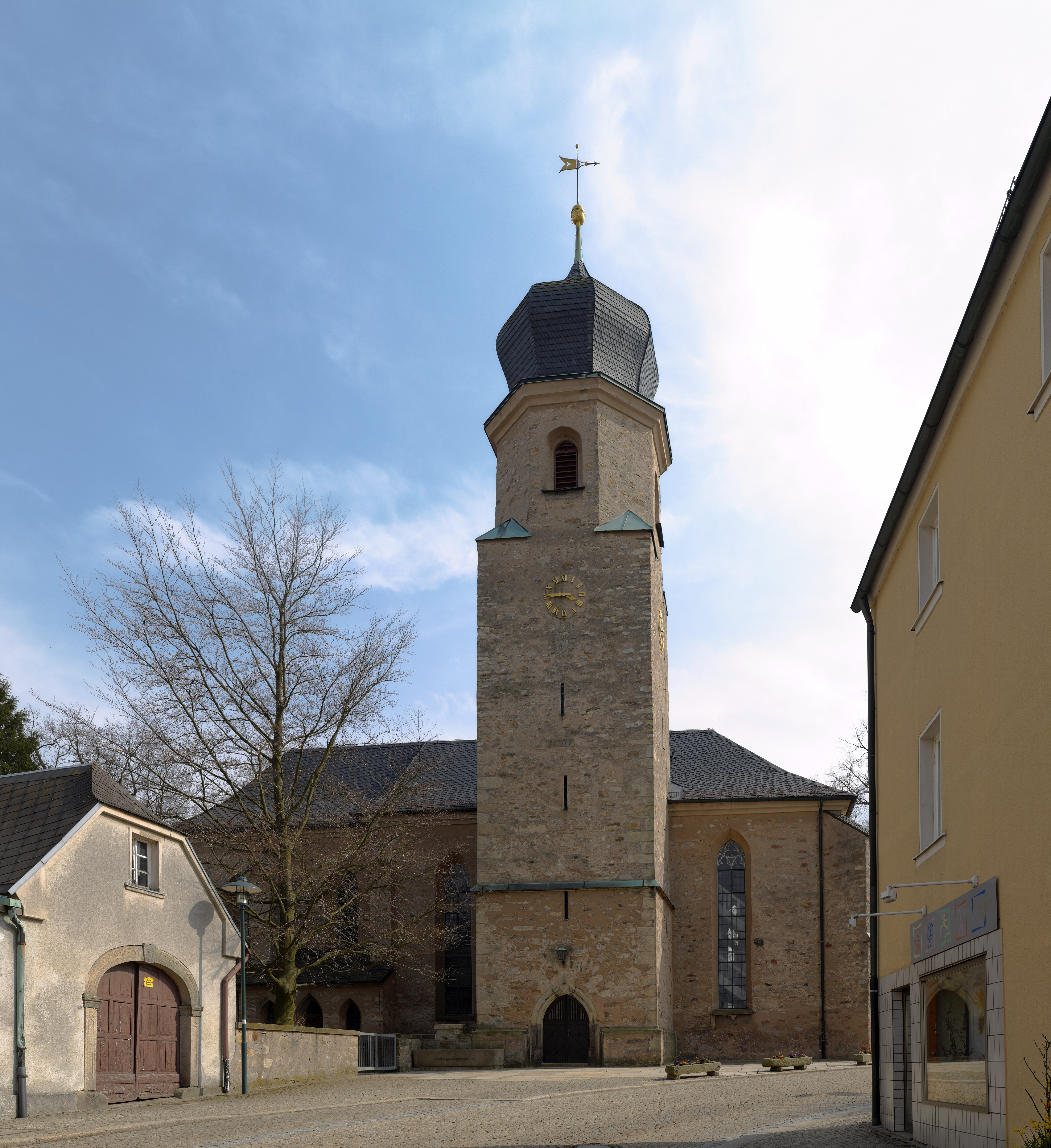
St. Jobst (Rehau)

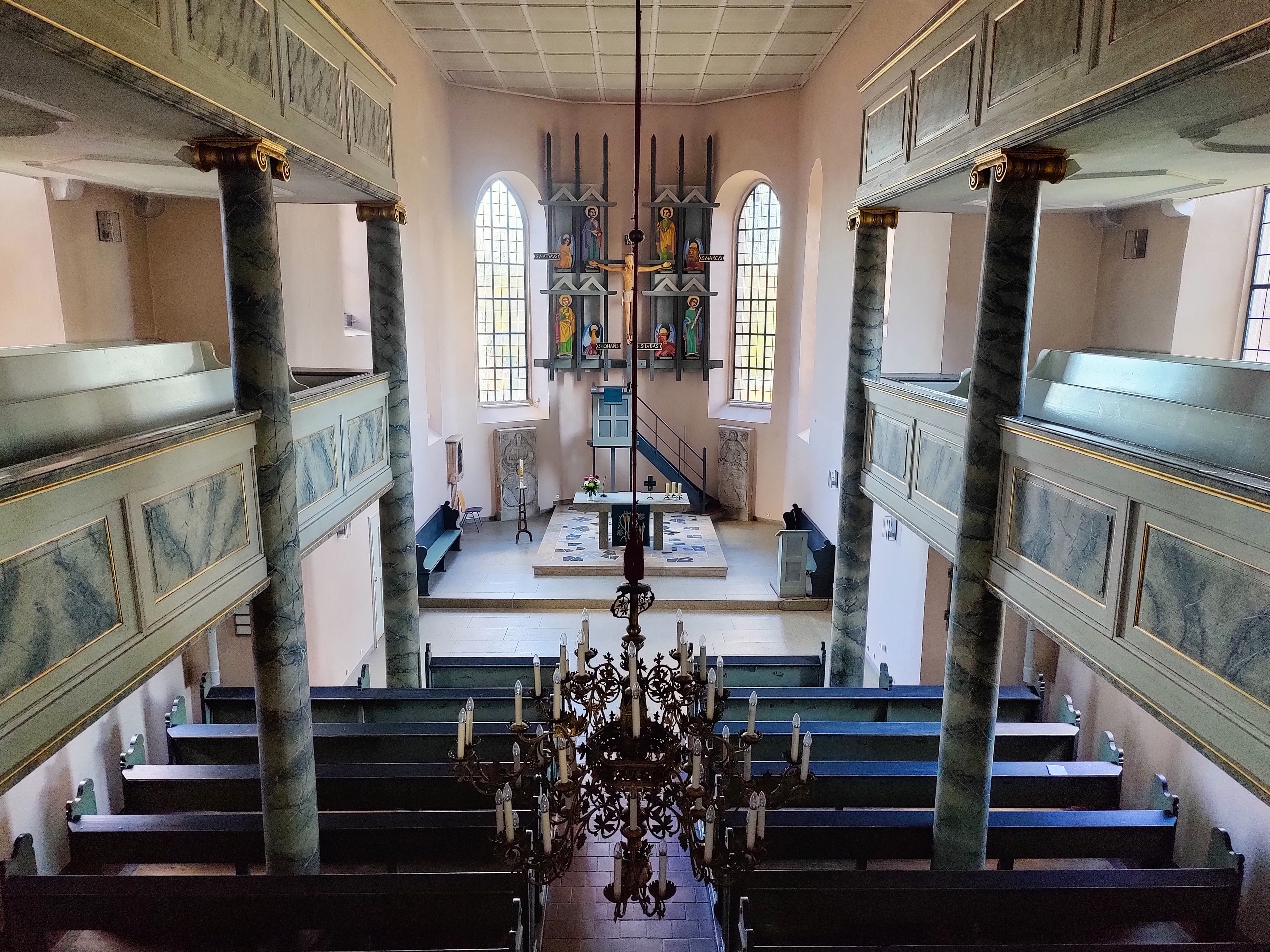
Innenraum (2022)

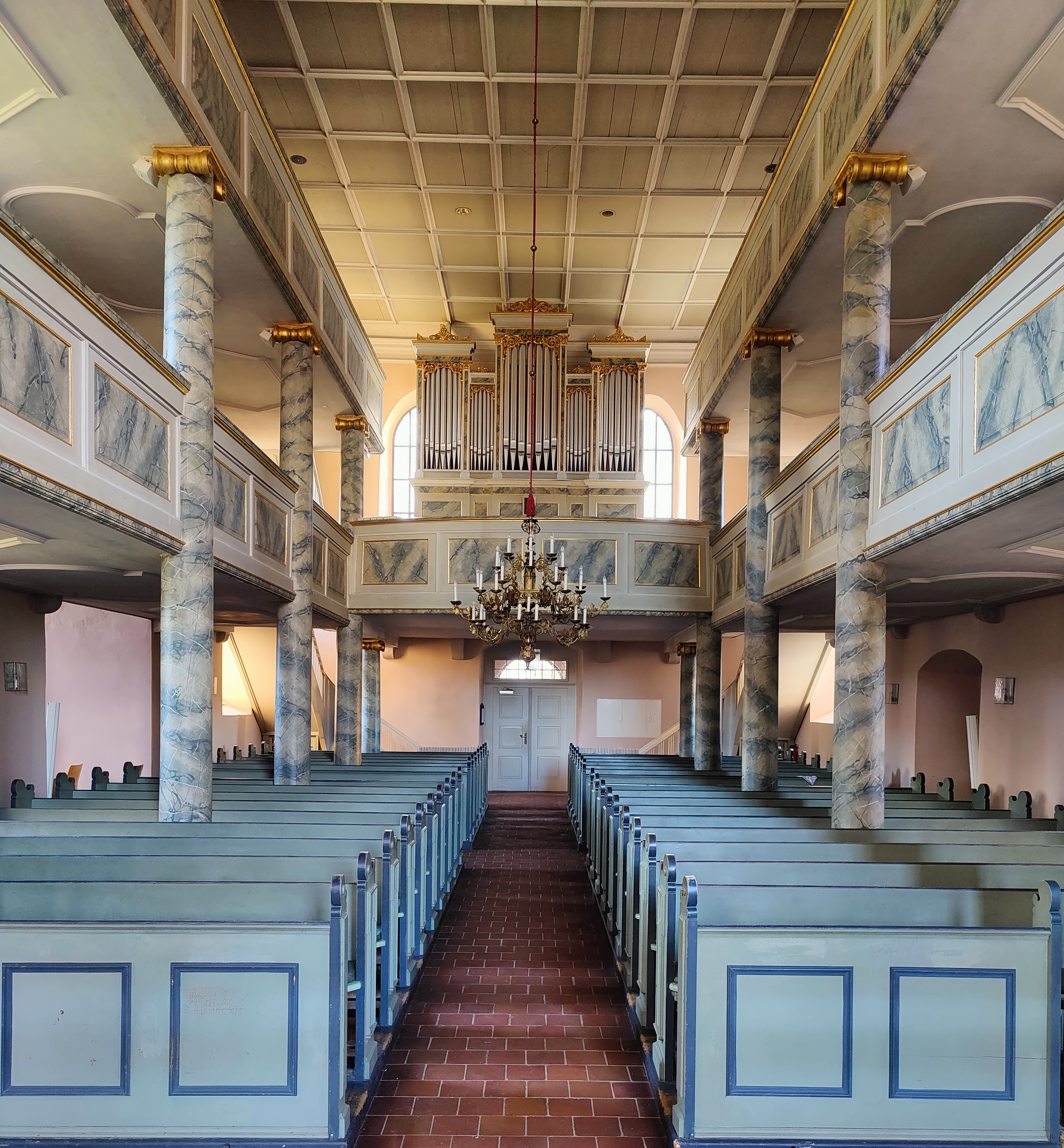
Blick zur Orgel

Die evangelisch-lutherische Pfarrkirche St. Jobst steht in Rehau, einer Stadt im oberfränkischen Landkreis Hof in Bayern. Das denkmalgeschützte Bauwerk hat einen spätgotischen Chorraum. Die Pfarrei gehört zum Dekanat Hof im Kirchenkreis Bayreuth der Evangelisch-Lutherischen Kirche in Bayern.

## Beschreibung
Die spätgotische Saalkirche stammt im Kern aus dem 15. Jahrhundert. Sie besteht aus einem Langhaus, einem eingezogenen, dreiseitig geschlossenen Chor im Osten, einem Kirchturm an der Nordwand und einer Taufkapelle an der Südwand des Langhauses. 1607 wurde der Kirchturm um ein achteckiges Geschoss aufgestockt, das hinter den Klangarkaden den Glockenstuhl beherbergt, und 1821 nach dem Stadtbrand von 1817 mit einer schiefergedeckten Welschen Haube bedeckt. Über dem Portal im Kirchturm befindet sich ein steinernes Porträt von Christus. 
Der Innenraum des Langhauses wurde mit doppelstöckigen Emporen ausgestattet. Im Chor, in dem ein steinernes Sakramentshaus steht, wurde die Flachdecke durch ein Gewölbe ersetzt, um ihm ein gotisches Aussehen zu verleihen. Es wurde später durch eine Kassettendecke abgelöst. Das Altarretabel wurde durch eine Kanzel ersetzt, um an den Kanzelaltar der 1820er Jahre anzuknüpfen. Ein neues Orgelwerk wurde von der Oettinger Firma  Steinmeyer 1960 in das historische Gehäuse eingebaut. Das Instrument besitzt 23 Register auf zwei Manualen und Pedal und mechanische Schleifladen.

## Bedeutende Pfarrerpersönlichkeiten, die an St. Jobst gewirkt haben
- Erhard Friedrich Vogel (1750–1823), Pfarrer in Rehau von 1775 bis 1788
- Johann Christian Wirth (1756–1838), Pfarrer in Rehau von 1814 bis 1818